# Анархија у Уједињеном Краљевству (стрип)
Анархија у Уједињеном Краљевству је епизода стрипа Дилана Дога објављена у свесци бр. 130. у издању Веселог четвртка. Свеска је у Србији објављена 25. јануара 2018. Коштала је 270 дин (2,4 €). Имала је 96 страна.

## Оригинална епизода
Оригинална епизода под називом итал. Anarchia nel Regno Unito објављена је у бр. 339. оригиналне едиције Дилана Дога која је у Италији изашла 28. новембра 2014. Епизоду је нацртао Giampiero Casertano, сценарио написао Gigi Simeoni, а насловну страну нацртао Анђело Стано. 

## Кратак садржај
Епизода започиње Дилановим хапшењем, која спроводи пол. инспектор Тајрон Карпентер и наредница Ранија Раким. Карпентер је заменио Блока на месту главног наредника полиције. Дилан је оптужен за кривотворење полицијских докумената (Дилан је некада радио у полицији, али никада није вратио полицијску легитимацију).
Исте вечери ухапшен је и Џон Малој, вођа покрета Побуна нових робова, који је на улицама Лондона организовао побуну. Припадници покрета ускоро опседају полицијску станицу у којој се налазе Мелој и Дилан. Дилан некако успева да се извуче из затвора и проналази начин да заустави побуну.

## Политичке конотације епизоде
Покрет Побуна нових робова је покрет лошијестојећих људи који се буне против свог све лошијег положаја у друштву. Њихов напада на полицијску станицу тумачи се као побуна против институција система које штите богате на рачун сиромашних. Покрет је инспирисан борбом Ендру Кида (Andrew Keed), синдикалним вођом из 19. века, који је носио маску преко пола лица и радио у фабрици 18 сати дневно. У реалности, нереди који се дешавају у епизоди вероватно су инспирисани нередима у Лондону из августа 2011. г.

## Диланове левичарке идеје
Иако учествује у одбрани полицијске станице и зауставља побуну, Дилан има симпатије за леве синдикалне идеје. Разговарајући са службеником Милером, Дилан објашњава Милеру да су његова тренутна радна права настала захваљујући синдикалним покретима какве је предводио Кид. Пензионисани Блок има сличан став као Дилан, иако је реалистичнији. На крају епизоде он објашњава Дилану како је праведнији свет пожељан, али тешко могућ. Епизода завршава реченицом Нелсона Манделе: ”Када се човеку ускрати право на живот у који верује, он нема други избор него да постане одметник”. (1995)

## Асоцијације са популарном културом
Презиме новог шефа полиције је асоцијација на америчког режисера Џона Карпентера, док је главна радња епизоде асоцијација на Карпентеров филм Напад на полицијску станицу бр. 13 (1976). Наслов епизоде је асоцијација на истоимени хит Секс Пистолса (1977). У једном кадру Дилан Дог се провлачи кроз вентилацију као Брус Вилис у филму Die Hard (1987), што примећује и сам Дилан.